# サニックスホールディングス
株式会社サニックスホールディングス（英: SANIX HOLDINGS INCORPORATED）は、環境衛生管理、産業廃棄物処理、太陽光発電を営む企業である。

## 概要
産業用太陽光発電の直販・直施工（ソーラーエンジニアリング事業）、戸建て住宅向けサービス（ホーム・サニテーション事業）、法人・事業主向けサービス（エスタブリッシュメント・サニテーション事業）、産業廃棄物の処理・リサイクル（環境資源開発事業）の4事業を展開する。
創業来の事業は建築物のシロアリ駆除などの防虫・防腐で、シロアリ駆除業界ではアサンテと双璧な関係にあり、西日本（特に中国四国地方、九州・沖縄地方）で強い。
1994年に産業廃棄物の中間処理事業を開始した。従来より太陽光を動力とする住宅用床下換気扇を施工しており、2009年に住宅用太陽光発電システムの販売を開始、2010年に中国上海市で太陽光モジュール工場を建設した。産業用太陽光発電のソーラーエンジニアリング事業は、一時期売上げの7割を占めたが近年は比率が低下している。
2025年に50周年を迎え、全国CMを再開する。

## 沿革
- 1975年4月 - 長崎県佐世保市で建築物等の防虫・防腐に関する管理及び工事を営む会社として創業する。
- 1978年9月 - 三洋消毒株式会社を設立する。
- 1981年11月 - 本社を福岡県福岡市南区向野2丁目1-1へ移転する。
- 1986年5月 - トータル・サニテーション事業部を新設する。
- 1987年3月 - 商号を株式会社サニックスに変更し、事業部名をホーム・サニテーション事業部（一般向け）とエスタブリッシュメント・サニテーション事業部（法人向け）に変更する。
- 1996年9月 - 日本証券業協会に店頭登録する。
- 1999年9月 - 東京証券取引所および大阪証券取引所の市場第一部に上場する。
- 2001年
  - 4月 - 本社を現在地に移転する。
  - 10月 - 廃プラスチックを燃料とする発電事業を行う株式会社サニックスエナジーを設立。2003年4月から北海道苫小牧市に出力7.4万キロワットのサニックスエナジー苫小牧発電所を稼働する。
- 2004年11月 - 各事業部の本部を東京都港区虎ノ門に移転する。
- 2006年7月7日 - 6店舗が7月8日から10月7日までの3か月間の業務停止命令と本社へ業務改善指示を経済産業省から受ける。
- 2009年
  - 3月1日 - ES事業部を大規模に統廃合し、東京・名古屋・福岡エリアへ業務を集中して合理化を図る。
  - 10月 - 住宅用太陽光発電システムの販売と施工を開始する。
- 2010年12月 - 太陽電池モジュールの製造と販売を主たる目的として、善日（上海）能源科技有限公司を中国上海市に100パーセント出資子会社として設立する。
- 2012年
  - 5月 - 住宅用太陽光発電の販売実績が10,000件を超える。
  - 7月 - 産業用太陽光発電の販売を開始する。
- 2014年
  - 5月 - 2016年度に太陽光9割で売上高3300億円を目指す、新・中期経営計画「サンシャインプラン 2016」を発表した
  - 9月24日 - 九州電力が再生可能エネルギーの接続申し込みについて回答を一時保留することを発表した。
- 2015年
  - 2月 -「サンシャインプラン 2016」を白紙撤回した。
  - 5月 - 太陽光発電設備の設置や販売不振で業績が悪化し、希望退職者をグループ従業員2割弱にあたる600人、2回追加して計1400人募った。
- 2017年1月10日 - 創業者の宗政伸一社長が1月7日に逝去し、宗政寛副社長が同日付で社長[1]に就いた。
- 2018年4月1日 - 子会社の株式会社サニックスエンジニアリングを吸収合併した。
- 2023年10月20日 - 東京証券取引所における市場区分をスタンダード市場へ変更。
- 2024年7月1日 - 住環境領域における建設業許可に係る事業を株式会社サニックスホームビルドサービスへ、企業・法人向け太陽光発電システム等の販売事業を株式会社サニックスエンジニアリング（2代）へ会社分割により移管[2]。
- 2025年
  - 4月1日 - 持株会社制に移行。同時に商号を商号を株式会社サニックスホールディングスに変更[3]。
  - 10月1日 - サニックスホールディングスが手がけている環境資源開発事業を、株式会社サニックス資源開発グループへ会社分割により移管する予定[4]。

## グループ企業
- 株式会社サニックス
- 株式会社サニックスエンジニアリング
- 株式会社サニックス資源開発グループ
- 株式会社サンエイム
- 株式会社サニックスホームビルドサービス
- 株式会社サニックスエナジー
- 株式会社北海道サニックス環境
- 株式会社C&R
- 株式会社 SEウイングズ
- 株式会社サニックス・ソフトウェア・デザイン
- 株式会社サニックス・ソリューション
- 株式会社サニックス太陽光でんき

## 雑記
- 「一般財団法人サニックススポーツ振興財団」を設立し、福岡県宗像市総合スポーツセンター「グローバルアリーナ」の管理と運営を受託するほか、サニックス・ワールド・ラグビー・ユース交流大会、サニックス杯国際ユースサッカー大会などを催し、ラグビーに傾注したが「宗像サニックスブルース」は2022年5月31日に活動を停止した。
- かつて、コブクロの小渕健太郎が勤務し、小林亜星やケント・ギルバートをCMに起用した。

## 不祥事
- ブラック研修（広島地裁福山支判平30・2・22）

2016年1月28日に行われた新人研修において、同社に補償を求めて裁判が提起された。同社の新入社員研修では、6時30分から19時まで営業内容・方法等についての座学、試験、課題提出が行われ、休みは1日だけありその日は自由に外出できるが、他の12日間は小銭以外の携帯電話も財布も会社が管理しており、外出はできなかった。さらに、「サニックススピリッツ」と呼ばれる24kmを5時間で完歩する訓練が実施された。途中で飲み物を買うことは禁止されており、携帯電話も班のリーダーのみが所持していた。会社を訴えた男性はサニックススピリッツの初日に右足首を捻り、転倒した。研修担当者に病院へ行かせて欲しいと頼んだが、離脱や中断することを許してもらえなかった。男性は24kmを歩き続けた結果、右足の膝が動きにくくなる障害が残ってしまった。なお、この男性は参加していないが歩行訓練の数日後には登山の訓練もあった。2018年2月22日、広島地方裁判所は訓練を中断せず病院受診を認めなかったとして安全配慮義務違反を認め、会社側に1592万円の支払いを命じた。